# Hans von Tschirn
Hans (Hayn) von Tschirn (von Czirn, von Czirne) (ur. w latach 80. XIV wieku, zm. ok. 1455) – śląski rycerz-rozbójnik.

## Życiorys
Pochodził ze zniemczonego rodu Czerniawa. W 1410 roku brał udział w bitwie pod Grunwaldem, walcząc po stronie krzyżackiej. Powróciwszy na Śląsk i wraz z bratem Opitzem zajął się zbójeckim rzemiosłem. Początkowo braciom nie wiodło się najlepiej, ostatecznie udało im się zdobyć przychylność Elżbiety - żony księcia Ludwika II brzeskiego. Dzięki jej wstawiennictwu Ludwik przekazał im ziemię strzelińską. Tam Hans wzniósł swoją siedzibę - zamek Gromnik; posiadał także inne zamki Niesytno, Sokolec oraz Uraz.
W 1428 roku pod Strzelin przybyli husyci. Von Tschirnowie poddali miasto i przeszli na ich stronę. Dzięki husyckiej protekcji i korzystając z wojennej zawieruchy mogli uprawiać zbójecki proceder. Działania te wzbudziły jednak sprzeciw mieszczan Wrocławia i Świdnicy, którzy skarżyli się biskupowi wrocławskiemu, Konradowu IV Starszemu. W końcu, w 1432 roku zorganizowano wyprawę, wskutek której zdobyto zamek Niesytno i pojmano braci. Pod groźbą kary Hans von Tschirn znów zmienił front - obiecał nie tylko przejść na stronę katolicką, ale i wydać w ręce biskupa lokalnych husyckich przywódców. Wkrótce potem zaprosił do zamku Sokolec husytów: księdza Bedřicha ze Strážnicy i hejtmana Němčí Michálka, których następnie pojmał i oddał w ręce biskupie (Michálek zdołał uciec). W odwecie w sierpniu 1434 roku protestanci spalili zamek, ale nie udało im się dopaść von Tschirnów.

Inna wersja zdarzeń mówi, że wyprawa z 1432 roku nie doprowadziła do pojmania braci. Hans miał schronić się w zamku Sokolec, gdzie podejmował Bedřicha i Michálka. Widząc jednak, że ruch protestancki słabnie, postanowił zmienić stronę. Pojmawszy husytów, wydał ich biskupowi wrocławskiemu, uzyskując przebaczenie. 
Von Tschirnowie wrócili do rabowania. Operując z zamku Gromnik napadali na karawany, wioski i przedmieścia miasteczek. W szczególności upodobali sobie dobra biskupie - splądrowali m.in. zamek w Otmuchowie i przedmieścia Brzegu. Stało się to przyczyną kolejnej wyprawy wojsk mieszczańskich i biskupich przeciwko nim w 1443 roku, wskutek której zdobyto i spalono gromnicki zamek. Braci zbiegli tymczasem pod opiekę Elżbiety Legnicko-Brzeskiej. Ta ponownie wstawiła się za nimi, wskutek czego pozwolono im w 1445 roku na legalny zakup Strzelina, a w 1446 roku - odbudowę zamku na Gromniku. Zakupili również zamek w Przewornie. Wkrótce potem ich napady znowu dały się we znaki w okolicy.
Według legendy, kres zbójeckiej działalności położył incydent z dostawą wina dla Gunzela von Schweinichen, pana zamku Świny. W 1455 roku von Tschirnowie obrabowali przeznaczone dla niego wozy. W odwecie von Schweinichen napadł na zamek Niesytno, gdzie ucztowano, racząc się zdobycznym alkoholem. Bracia zostali pojmani. Według jednej z wersji, Hans zginął wówczas z ręki Gunzela. Według innej - został przekazany w ręce wrocławskich i świdnickich mieszczan, którzy powiesili von Tschirna.

### Legendy
- Według jednej z legend, Hans von Tschirn zawdzięczał powiedzenie w napadach i rabunkach temu, że zaprzedał duszę diabłu. Ponoć, gdy pakt wygasł, czart przyszedł po swoje. Rycerz postanowił ratować się, proponując diabłu grę w kręgle. Grano w wąwozach, ciągnących się od Samborowiczek w stronę Gromnika. Gra toczyła się po myśli czarta - po kolejnym rzucie przewrócił on wszystkie kręgle za wyjątkiem jednego. Wówczas to von Tschirn rozpaczliwym ruchem wyrwał z ziemi głaz i cisnął nim, przewracając ostatni kręgiel. W ten sposób miał ocalić życie i duszę[8].
- Duch Hansa von Tschirn ma błąkać się po podziemiach gromnickiego zamku, pokutując za swe zbrodnie[1].

### Nawiązania w kulturze i upamiętnienie
- Postać Hansa von Tschirn (Hayna von Czirne) pojawia się w powieści Narrenturm Andrzeja Sapkowskiego (Trylogia husycka).
- W ramach strzelińskiego Szlaku Historycznego, w 2021 roku przy ul. Kościuszki w Strzelinie umieszczono figurkę rycerza[9].